# ماكسيم روغوف
ماكسيم روغوف (بالروسية: Рогов, Максим Алексеевич)‏ هو لاعب كرة قدم روسي في مركز الوسط، ولد في 11 فبراير 1986 في سانت بطرسبرغ في روسيا. لعب مع زينيت سانت بطرسبرغ وموردوفيا سارانسك.

## وصلات خارجية
- ماكسيم روغوف على موقع قاعدة بيانات كرة القدم.إي يو (الإنجليزية)
- ماكسيم روغوف على موقع Soccerway.com (الإنجليزية)